# ۱۹۸۹ (نسخه تیلور)
۱۹۸۹ (نسخهٔ تیلور) (انگلیسی: 1989 (Taylor's Version)) چهارمین آلبوم مجدداً ضبط‌شده از خواننده-ترانه‌سرای آمریکایی تیلور سوئیفت است که در ۲۷ اکتبر ۲۰۲۳ از طریق ریپابلیک رکوردز منتشر شد. این آلبوم ضبط مجددی از پنجمین آلبوم استودیویی سوئیفت، ۱۹۸۹ (۲۰۱۴) و دنبالهٔ ضبط مجدد قبلی، حالا صحبت کن (نسخهٔ تیلور) (۲۰۲۳) است. خبر انتشار این آلبوم در ۹ اوت ۲۰۲۳، در آخرین نمایش لس آنجلس از تور دوره‌ها اعلام شد. فرایند ضبط مجدد این آلبوم بخشی از واکنش سوئیفت به مناقشهٔ مسترهای او در سال ۲۰۱۹ است.
از لحاظ موسیقایی، ۱۹۸۹ (نسخهٔ تیلور) آلبومی با الهام از موسیقی سینث-پاپ دههٔ ۱۹۸۰ است که با تکیه بر سینث‌سایزر و سازهای کوبه‌ای اجرا شده‌است. این آلبوم ۲۱ قطعه دارد که شامل نسخه‌های مجدداً ضبط شدهٔ ۱۶ قطعه از نسخه لوکس ۱۹۸۹ و همچنین پنج قطعهٔ «از صندوقچه» (که پیش‌تر منتشر نشده بودند) می‌شوند. سوئیفت، جک آنتونوف و کریستوفر رو بخش عمدهٔ آلبوم را تهیه کردند و رایان تدر، نوئل زانکانلا، شلبک و ایموجین هیپ که همگی از همکاران اصلی ۱۹۸۹ بودند، برای مشارکت دوباره بازگشتند. علاوه بر این، نسخهٔ گستردهٔ آلبوم شامل نسخه‌های ضبط مجدد ترانه موسیقی متنی «شیرین‌تر از داستان» (۲۰۱۳) و ریمیکس کندریک لمار از «بد بلاد» (۲۰۱۵) می‌شوند.
۱۹۸۹ (نسخهٔ تیلور) بلافاصله پس از انتشار، مورد تحسین گستردهٔ منتقدان قرار گرفت. منتقدان در بررسی‌های خود به آواز سوئیفت، آهنگسازی و قطعات «از صندوقچه» تأکید داشتند. از لحاظ تجاری، این آلبوم رکوردهای اسپاتیفای جهانی برای بیشترین پخش یک‌روزه در ۲۰۲۳ را شکست و در هفتهٔ نخست بیش از یک میلیون نسخه در ایالات متحده فروش داشت و ششمین آلبوم سوئیفت شد که در عرض یک هفته به چنین فروشی می‌رسد. تک‌آهنگ‌های «بدکار!» و «الان همه‌چیز تموم شد؟» به‌ترتیب در ۲۷ و ۳۱ اکتبر به ایستگاه‌های رادیویی ایالات متحده و ایتالیا ارسال شدند.

## زمینه

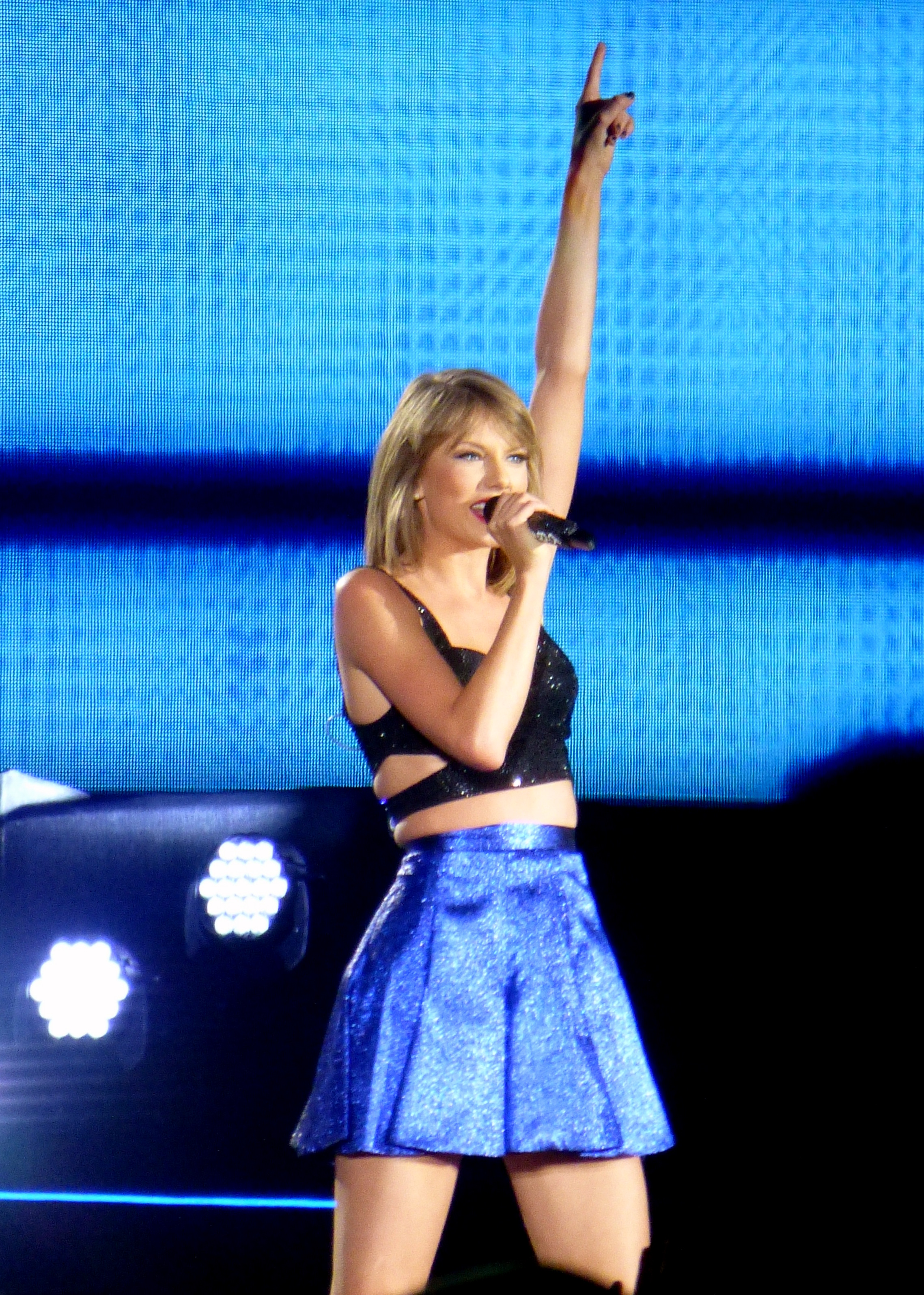
اجرای سوئیفت در تور جهانی ۱۹۸۹ (۲۰۱۵)

تیلور سوئیفت پنجمین آلبوم استودیویی خود، یعنی ۱۹۸۹، را در ۲۷ اکتبر ۲۰۱۴ تحت ناشر بیگ مشین رکوردز منتشر کرد. سوئیفت در ساخت آن از سینث-پاپ دههٔ ۱۹۸۰ الهام گرفت و با ۱۹۸۹ سبک هنریش را به پاپ بازنگری کرد. این موفقیتی تجاری و هنری بود که نقدهای مثبتی از منتقدان گرفت و بیش از ۱٫۲۸۷ میلیون نسخه در هفته نخست انتشار در ایالات متحده فروش کرد. سه تک‌آهنگ آن— «بندازش بره»، «فضای خالی» و «کینه» نامبروان بیلبورد هات ۱۰۰ شدند. سوئیفت نخستین هنرمندی شد که سه آلبوم با فروش یک میلیون نسخه در هفتهٔ نخست انتشار داشت و ۱۹۸۹ نخستین آلبوم منتشرشده در ۲۰۱۴ بود که از یک میلیون نسخه فروش فراتر رفت. این آلبوم برای ۱۱ هفته غیر متوالی در صدر جدول بیلبورد ۲۰۰ بود. در پنجاه و هشتمین مراسم جایزه گرمی (۲۰۱۶)، این آلبوم برنده آلبوم سال و بهترین آلبوم آواز پاپ شد، که سوئیفت را به نخستین هنرمند زن تبدیل کرد که دو بار برنده جایزهٔ آلبوم سال شد.
سوئیفت آلبوم استودیویی بعدی خود، یعنی اعتبار (۲۰۱۷)، را تحت بیگ مشین (مطابق با قرارداد موسیقی‌اش) منتشر کرد که قراردادش در نوامبر ۲۰۱۸ منقضی شد. از این رو او از بیگ مشین کناره‌گیری کرد و قرارداد جدیدی را با ریپابلیک رکوردز بست. این قرارداد حق مالکیت مسترهای هر موسیقی جدیدی که منتشر می‌کرد را برای خود تضمین می‌کرد. در سال ۲۰۱۹، تاجر آمریکایی اسکوتر براون بیگ مشین را خریداری کرد. مالکیت مسترهای شش آلبوم استودیویی نخست سوئیفت، از جمله ۱۹۸۹، به براون داده شد. در اوت ۲۰۱۹، سوئیفت فرایند خریدن این شرکت از سوی براون را محکوم کرد و اعلام کرد شش آلبوم استودیویی نخستش را مجددا ضبط خواهد کرد تا خودش صاحب مسترهای آن‌ها شود. سوئیفت فرایند ضبط مجدد را در نوامبر ۲۰۲۰ آغاز کرد. بی‌باک (نسخهٔ تیلور)، نخستین آلبوم از شش آلبوم مجدداً ضبط شدهٔ او، در ۹ آوریل ۲۰۲۱ منتشر شد. سپس سرخ (نسخهٔ تیلور) در ۱۲ نوامبر ۲۰۲۱، و حالا صحبت کن (نسخهٔ تیلور) در ۷ ژوئیه ۲۰۲۳ منتشر شدند؛ هر سه آلبوم به موفقیت تجاری و هنری دست یافتند و به صدر جدول بیلبورد ۲۰۰ ایالات متحده رسیدند.
سوئیفت ۱۹۸۹ (نسخهٔ تیلور) را با «مهیج‌ترین رؤیاها (نسخهٔ تیلور)» به نمایش گذاشت؛ این ترانه در ۱۷ سپتامبر ۲۰۲۱ منتشر شد که زمان انتشارش در میانهٔ فراگیری گستردهٔ نسخهٔ اصلی آن در پلت‌فرم تیک‌تاک بود. «این عشق (نسخهٔ تیلور)» در ۶ می ۲۰۲۲ از طریق پلتفرم‌های دیجیتال منتشر شد. قطعه‌ای کوتاه از «کینه (نسخهٔ تیلور)» در انیمیشن ابر حیوانات لیگ دی‌سی (۲۰۲۲) نمایش داده شد. موزیک ویدئوی ترانهٔ «میتونم ببینمت» (۲۰۲۳) یک ایستر اگ داشت که به ضبط مجدد ۱۹۸۹ اشاره می‌کرد. در ۸ آگوست ۲۰۲۳، هنگام اجرای سوئیفت در ورزشگاه سوفی در لس آنجلس به‌عنوان بخشی از ششمین تور کنسرتش، یعنی تور دوره‌ها، چندین نکته به اعلام قریب‌الوقوع این آلبوم مورد توجه طرفداران قرار گرفت، از جمله تعدادی از لباس‌های سوئیفت که به رنگ آبی تغییر کردند و مچ‌بند ال‌ئی‌دی طرفداران که پنج بار چشمک آبی می‌زد.
در ۸ اوت ۲۰۲۳، در آخرین نمایش لس آنجلس از تور کنسرت، سوئیفت ۱۹۸۹ (نسخهٔ تیلور) را به عنوان آلبوم مجدداً ضبط شده بعدی خود اعلام کرد که قرار است در ۲۷ اکتبر ۲۰۲۳ منتشر شود، یعنی دقیقاً نه سال پس از انتشار نسخهٔ اصلی ۱۹۸۹. پس از اعلام این خبر، ورزشگاه سوفی سقف خود را با عنوان آلبوم نورانی کرد.

## موسیقی و اشعار
۱۹۸۹ (نسخهٔ تیلور) اثری سینث-پاپ است. آوای آن متکی بر ملودی‌های پرپیچ‌وخم، سینث‌سایزرهای پراکنده و سازهای کوبه‌ای شدید است. به گفتهٔ ان‌ام‌ئی، این آلبوم اثری سینث-پاپ، الهام‌گرفته از موسیقی دههٔ ۱۹۸۰ است، اما آوای منحصربه‌فردی دارد به جای اینکه «اثری تقلیدی پر زرق و برق و کم محتوا» با تأثیر از موسیقی قدیمی به‌تازگی مد شده‌ای باشد.  منتقدان گوناگون عقیده داشتند که تنها تفاوت صوتی بین ۱۹۸۹ و ۱۹۸۹ (نسخهٔ تیلور) آواز سوئیفت است که از لحاظ فنی قوی‌تر و پخته‌تر شده‌است. از نظر کلش، ضبط مجدد سازهای واضحی دارد و آواز سوئیفت از بهترین کار او هستند. برخلاف ضبط‌های مجدد قبلی سوئیفت، در ۱۹۸۹ (نسخهٔ تیلور) آوازخوانان مهمان جدیدی حضور ندارند.

## انتشار
۱۹۸۹ (نسخهٔ تیلور) در ۲۷ اکتبر ۲۰۲۳ منتشر شد. این چهارمین آلبوم مجدداً ضبط شدهٔ سوئیفت بود. این آلبوم شامل ۲۱ قطعه است که پنج‌تای آن تحت عنوان «از صندوقچه» برگزیده شده‌اند. این پنج قطعهٔ ترانه‌های منتشرنشده‌ای است که برای ۱۹۸۹ نوشته شده‌اند اما در فهرست قطعات نهایی نسخهٔ سال ۲۰۱۴ قرار نگرفتند. آلبوم فیزیکی در فرمت‌های وینیل، کاست و سی‌دی عرضه شد. علاوه بر یک سی‌دی نسخه استاندارد، چهار سی‌دی در نسخه لوکس برای پیش‌سفارش ۸۹ ساعت نخست پس از اعلام، در دسترس قرار گرفت که هر کدام رنگ متفاوتی داشتند و شامل یکی از چهار مجموعه حاوی عکس و متن ترانه بودند.

## بازخورد انتقادی
| بررسی جمعی      | بررسی جمعی |
| منبع            | رتبه‌بندی   |
| --------------- | ---------- |
| انی‌دیسنت‌میوزیک؟ | ۸٫۱/۱۰     |
| متاکریتیک       | ۹۰/۱۰۰     |
| بررسی انتقادی   |            |
| منبع            | رتبه‌بندی   |
| کلش             | ۹/۱۰       |
| دیلی تلگراف     | [ ۲۱ ]     |
| گاردین          | [ ۲۰ ]     |
| ایندیپندنت      | [ ۲۳ ]     |
| لاین آو بست فیت | ۸/۱۰       |
| ان‌ام‌ئی          | [ ۲۲ ]     |
| پیچفورک         | ۷٫۷/۱۰     |
| رولینگ استون    | [ ۳۳ ]     |
| تایمز           | [ ۳۴ ]     |

۱۹۸۹ (نسخهٔ تیلور) با تحسین گستردهٔ منتقدان موسیقی مواجه شد. این آلبوم در وبگاه نقد و بررسی متاکریتیک که نمره‌بندی همپایه‌شدهٔ برآمده از نشریات معتبر را به آلبوم اختصاص می‌دهد، بر اساس نظر چهارده منتقد نمرهٔ ۹۵ از ۱۰۰ را کسب کرد که نشان‌گر «تحسین همگانی» است.
منتقدان ان‌ام‌ئی، دیلی تلگراف و فایننشال تایمز، ۱۹۸۹ (نسخهٔ تیلور) را بهترین کار سوئیفت عنوان کردند. منتقد ان‌ام‌ئی عقیده داشت که صدای سوئیفت بسیار واضح و قوی بود؛ نیل مک‌کورمیک از دیلی تلگراف، این آلبوم را «بی کم‌وکاست» و بازساخته‌ای نامتمایز نامید. منتقد تایمز این آلبوم را کلاس پیشرفته‌ای در موسیقی پاپ عنوان کرد. منتقد روزنامهٔ i نیز این آلبوم را اثری «روشن، بی‌پروا، هوشمندانه و به‌یادماندنی» توصیف کرد که «سرزنده‌ترین ترانه‌نویسی سوئیفت را به نمایش می‌گذارد.»
منتقد لاین آو بست فیت شاهد بود که هیچ تغییر گوش‌خراشی در ضبط مجدد وجود ندارد، «بلکه حتی آواز سوئیفت قوی‌تر و گیراتر از همیشه است.» منتقد گاردین اجرای آواز سوئیفت را «غنی‌تر و بالغ‌تر، اما به‌شدت حواس‌پرت‌کننده‌تر» توصیف کرد و احساس کرد که ترانه‌های مربوط به نسخهٔ «از صندوقچه»، شدت بیشتری به یک اثر ماندگار می‌افزایند. منتقد رولینگ استون نیز به آواز قوی‌تر سوئیفت تأکید کرد، ترانه‌های «از صندوقچه» را ستود و گفت که آلبوم ۱۹۸۹ توسط «دربان‌های فرهنگی» راکیست مانند پیچفورک در سال ۲۰۱۴ مورد نقد قرار نگرفت، اما نسخهٔ تیلورِ آن، «بسیار پرنورتر می‌درخشد.» منتقد دیگری در رولینگ استون گفت که ۱۹۸۹ می‌توانست «بزرگ‌ترین آلبوم پاپ سال ۱۹۸۹» باشد و نسخهٔ تیلور «به خوبی می‌تواند بزرگ‌ترین آلبوم پاپ سال ۲۰۲۳ باشد.»
منتقدان ایونینگ استاندارد و کلش نیز قطعه‌های «از صندوقچه» را تحسین کردند. در مقابل، آدام وایت از ایندیپندنت، ضبط مجدد را اثر ماندگار پاپ «تقلیل‌یافته» خواند و دلیل این تقلیل را عدم حضور مکس مارتین به‌عنوان تهیه‌کننده و نیز آوازهای بهبودیافته سوئیفت دانست که در نتیجه صدای پخته‌نشدهٔ نسخهٔ اصلی را از بین برده‌است. با این حال، وایت ادعا کرد که این آلبوم هنوز اثری با «عظمت دست‌نیافتنی» است. از نظر پیچفورک، این آلبوم «یک ورودی از لحاظ هنری ناچیز» در فهرست آثار سوئیفت بود اما «به‌شدت ماندگار» است. پیچفورک بیان کرد که ترانه‌های صندوقچه مقداری بیشتری «شدت و مفهوم» به آلبوم می‌افزایند.

## فهرست قطعات
| ۱۹۸۹ (نسخهٔ تیلور) – نسخهٔ استاندارد | ۱۹۸۹ (نسخهٔ تیلور) – نسخهٔ استاندارد          | ۱۹۸۹ (نسخهٔ تیلور) – نسخهٔ استاندارد        | ۱۹۸۹ (نسخهٔ تیلور) – نسخهٔ استاندارد | ۱۹۸۹ (نسخهٔ تیلور) – نسخهٔ استاندارد |
| شماره                              | نام                                         | نویسنده(ها)                               | تهیه‌کننده(ها)                      | مدت                                |
| ---------------------------------- | ------------------------------------------- | ----------------------------------------- | ---------------------------------- | ---------------------------------- |
| ۱.                                 | «به نیویورک خوش آمدید»                      | تیلور سوئیفت رایان تدر                    | سوئیفت تدر نوئل زانکانلا           | ۳:۳۲                               |
| ۲.                                 | «فضای خالی»                                 | سوئیفت مکس مارتین شلبک (تهیه‌کننده موسیقی) | سوئیفت کریستوفر رو سم هالند [v]    | ۳:۵۱                               |
| ۳.                                 | «استایل»                                    | سوئیفت مارتین شلبک علی پیامی              | سوئیفت آنتونوف                     | ۳:۵۱                               |
| ۴.                                 | «بیرون از جنگل‌ها»                           | سوئیفت جک آنتونوف                         | سوئیفت آنتونوف                     | ۳:۵۵                               |
| ۵.                                 | «تنها کاری که باید می‌کردی این بود که بمونی» | سوئیفت مارتین                             | سوئیفت آنتونوف                     | ۳:۱۳                               |
| ۶.                                 | «بندازش بره»                                | سوئیفت مارتین شلبک                        | سوئیفت آنتونوف هالند [v]           | ۳:۳۹                               |
| ۷.                                 | «آرزو می‌کنم بخواهی»                         | سوئیفت آنتونوف                            | سوئیفت آنتونوف                     | ۳:۲۷                               |
| ۸.                                 | «کینه»                                      | سوئیفت مارتین شلبک                        | سوئیفت آنتونوف                     | ۳:۳۱                               |
| ۹.                                 | «مهیج‌ترین رؤیاها»                           | سوئیفت مارتین شلبک                        | سوئیفت آنتونوف شلبک                | ۳:۴۰                               |
| ۱۰.                                | «چگونه اون دختر را به‌دست آوری»              | سوئیفت مارتین شلبک                        | سوئیفت آنتونوف                     | ۴:۰۷                               |
| ۱۱.                                | «این عشق»                                   | سوئیفت                                    | سوئیفت آنتونوف                     | ۴:۱۰                               |
| ۱۲.                                | «جاهایی را می‌شناسم»                         | سوئیفت تدر                                | سوئیفت تدر زانکانلا                | ۳:۱۵                               |
| ۱۳.                                | «پاک»                                       | سوئیفت ایموجین هیپ                        | سوئیفت هیپ                         | ۴:۳۱                               |
| ۱۴.                                | «سرزمین عجایب»                              | سوئیفت مارتین شلبک                        | سوئیفت آنتونوف                     | ۴:۰۵                               |
| ۱۵.                                | «تو عاشقی»                                  | سوئیفت آنتونوف                            | سوئیفت آنتونوف                     | ۴:۲۷                               |
| ۱۶.                                | «رمانتیک‌های جدید»                           | سوئیفت مارتین شلبک                        | سوئیفت آنتونوف                     | ۳:۵۰                               |
| ۱۷.                                | «بدکار!»                                    | سوئیفت آنتونوف پاتریک برجر                | سوئیفت آنتونوف برجر                | ۳:۰۰                               |
| ۱۸.                                | «بگو نرو»                                   | سوئیفت داین وارن                          | سوئیفت آنتونوف                     | ۴:۳۹                               |
| ۱۹.                                | «الان که با هم حرفی نداریم»                 | سوئیفت آنتونوف                            | سوئیفت آنتونوف                     | ۲:۲۶                               |
| ۲۰.                                | «افسانه‌های حومه‌شهری»                        | سوئیفت آنتونوف                            | سوئیفت آنتونوف                     | ۲:۵۱                               |
| ۲۱.                                | «الان همه‌چیز تموم شد؟»                      | سوئیفت آنتونوف                            | سوئیفت آنتونوف                     | ۳:۴۹                               |
| مجموع مدت:                         | مجموع مدت:                                  | مجموع مدت:                                | مجموع مدت:                         | ۷۷:۴۹                              |

| ۱۹۸۹ (نسخهٔ تیلور) – نسخهٔ لوکس | ۱۹۸۹ (نسخهٔ تیلور) – نسخهٔ لوکس | ۱۹۸۹ (نسخهٔ تیلور) – نسخهٔ لوکس | ۱۹۸۹ (نسخهٔ تیلور) – نسخهٔ لوکس | ۱۹۸۹ (نسخهٔ تیلور) – نسخهٔ لوکس |
| شماره                         | نام                           | نویسنده(ها)                   | تهیه‌کننده(ها)                 | مدت                           |
| ----------------------------- | ----------------------------- | ----------------------------- | ----------------------------- | ----------------------------- |
| ۲۲.                           | «کینه» (با حضور کندریک لمار)  | سوئیفت لمار مارتین شلبک       | سوئیفت آنتونوف                | ۳:۲۰                          |
| مجموع مدت:                    | مجموع مدت:                    | مجموع مدت:                    | مجموع مدت:                    | ۸۱:۰۹                         |

| ۱۹۸۹ (نسخهٔ تیلور) – نسخهٔ نارنگی | ۱۹۸۹ (نسخهٔ تیلور) – نسخهٔ نارنگی | ۱۹۸۹ (نسخهٔ تیلور) – نسخهٔ نارنگی | ۱۹۸۹ (نسخهٔ تیلور) – نسخهٔ نارنگی | ۱۹۸۹ (نسخهٔ تیلور) – نسخهٔ نارنگی |
| شماره                           | نام                             | نویسنده(ها)                     | تهیه‌کننده(ها)                   | مدت                             |
| ------------------------------- | ------------------------------- | ------------------------------- | ------------------------------- | ------------------------------- |
| ۲۲.                             | «شیرین‌تر از داستان»             | سوئیفت آنتونوف                  | سوئیفت آنتونوف                  | ۳:۵۴                            |
| مجموع مدت:                      | مجموع مدت:                      | مجموع مدت:                      | مجموع مدت:                      | ۸۱:۴۳                           |

## تاریخچهٔ انتشار
| منطقه | تاریخ         | فرمت(ها)                       | نسخه      | ناشر     | منا.   |
| ----- | ------------- | ------------------------------ | --------- | -------- | ------ |
| مختلف | ۲۷ اکتبر ۲۰۲۳ | کاست سی‌دی دانلود دیجیتالی ال‌پی | استاندارد | ریپابلیک | [ ۴۱ ] |
| مختلف | ۲۷ اکتبر ۲۰۲۳ | سی‌دی                           | لوکس      | ریپابلیک | [ ۴۲ ] |